# Riccardo Adami
Riccardo Adami (Bréscia, 27 de novembro de 1973) é um engenheiro italiano que trabalha atualmente para a Scuderia Ferrari, onde é engenheiro de corrida de Lewis Hamilton. Ele é ex-engenheiro de corrida do tetracampeão mundial Sebastian Vettel e de Carlos Sainz Jr.

## Carreira
Adami obteve um diploma na área de chassis na Universidade de Bréscia em 2001 e passou a trabalhar para a equipe de Fórmula 1 da Minardi a partir de 2002. Ele trabalhou em vários cargos ao longo dos anos antes de ser promovido como engenheiro de corrida em 2005.
Adami permaneceu com a equipe depois que a Minardi foi adquirida foi adquirida pela fabricante austríaca de bebidas energéticas Red Bull no final de 2005 e renomeada para Scuderia Toro Rosso. Durante seus anos trabalhando na equipe italiana, ele projetou corridas para vários pilotos, incluindo Vitantonio Liuzzi, Sebastian Vettel, Sébastien Buemi e Daniel Ricciardo.
Em 2015, Adami deixou a Toro Rosso e mudou-se para a Scuderia Ferrari, trabalhando como engenheiro de corrida de Vettel mais uma vez. Adami se tornou o engenheiro de corrida de Carlos Sainz Jr. em 2021, com ele permanecendo nesse cargo até o final da temporada de 2024, quando Sainz deixou a equipe italiana. Após a saída de Sainz no final da temporada de 2024, Adami se tornou o engenheiro de corrida de Lewis Hamilton a partir de 2025.